# Cantó d'Aimet
El cantó d'Aimet és un cantó francès del departament de la Dordonya, situat al districte de Brageirac. Té 11 municipis i el cap és Aimet.

## Municipis
- Aimet
- Font Ròca
- Rasac d'Aimet
- Sadilhac
- Sench Aubin e Cadalech
- Sent Grapasi d'Aimet
- Senta Eulària d'Aimet
- Senta Denença
- Sent Júlian d'Aimet
- Serras e Mont Guiard
- Singlairac

## Història
| Data d'elecció                           | Identitat          | Partit | Qualitat |
| ---------------------------------------- | ------------------ | ------ | -------- |
| 1970-1982                                | Raoul Jarry        | PS     |          |
| 1982-1988                                | Elie Marty         | UDF    |          |
| 1988-1994                                | Jean Ossard        | PS     |          |
| 1994-2008                                | Jean-Michel Magnac | RPF    |          |
| 2008-                                    | Henri Delage       | PS     |          |
| les dades anteriors no són pas conegudes |                    |        |          |
|                                          |                    |        |          |

## Demografia
| 1962  | 1968  | 1975  | 1982  | 1990  | 1999  | 2006  |
| ----- | ----- | ----- | ----- | ----- | ----- | ----- |
| 5.049 | 4.943 | 4.627 | 4.507 | 4.434 | 4.295 | 4.398 |